# Oswald Holmberg
Pour les articles homonymes, voir Holmberg.
 (décembre 2018).
Si vous disposez d'ouvrages ou d'articles de référence ou si vous connaissez des sites web de qualité traitant du thème abordé ici, merci de compléter l'article en donnant les références utiles à sa vérifiabilité et en les liant à la section « Notes et références ».
Oswald Holmberg (17 juillet 1882 à  Malmö - 11 février 1969 à  Malmö) fut un ancien tireur à la corde et gymnaste suédois. Il a participé aux Jeux olympiques intercalaires de 1906 et remporta la médaille de bronze avec l'équipe suédoise en tir à la corde. Aux Jeux olympiques d'été de 1908 et aux Jeux olympiques d'été de 1912, il remporta une médaille d'or en gymnastique.
Il est le frère d'Arvid et Carl Holmberg.